# 阿扬日
阿扬日（法語：Hayange，法語發音：[ajɑ̃ʒ]），法国东北部城市，大东部大区摩泽尔省的一个市镇，隶属于蒂永维尔区，其市镇面积为12.21平方公里，2022年1月1日时人口数量为16,013人，在法国城市中排名第601位。
阿扬日位于摩泽尔省西北部，芬施河谷内，是一个区域性的中心城市，A31高速公路和莫翁－蒂永维尔铁路由此通过，另有公共汽车连接蒂永维尔。阿扬日因其近代钢铁工业而兴起，现代则逐渐转型成为综合性工商业城市。阿扬日也是摩泽尔省唯一一个由极右翼政党执政的城市，当地市长法比安·恩格尔曼是国民联盟的成员，自2014年起担任阿扬日市长职务。

## 地名来源
根据法国史学家埃内斯特·内格尔的描述，“阿扬日”一名最初以“Hainges”的形式被记载，其中该名称的“Hai”部分来源于日耳曼人物“Haius”，而“-nges”则是洛林北部地区的一个常见地名后缀，来源于拉丁语“-cum”，意为“领地”。
“Hayange”的德语形式为（德語發音：[ˈhaɪ̯ɪŋən]），中文译名为“海英根”，在德国境内存在同名城市。

## 历史

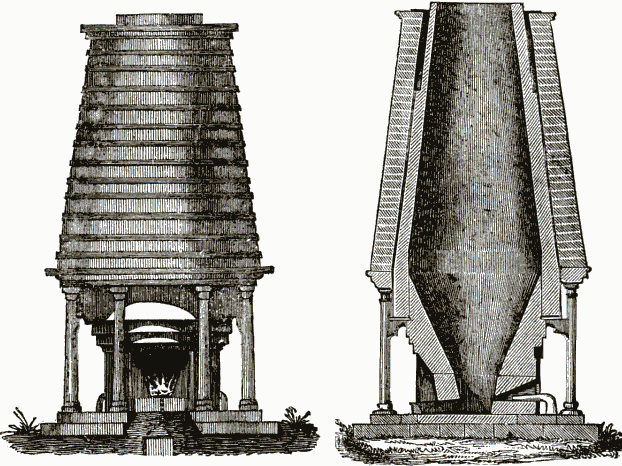
19世纪中的阿扬日铁厂铁炉

阿扬日最初于公元821年被记载，此后当地长期为卢森堡公国和巴尔公国的交界处的一处普通村落。1659年，根据《比利牛斯条约》，阿扬日所处的卢森堡公国南部地区被组合成为法国卢森堡。18世纪时，文德尔家族在阿扬日境内修建了家族宅邸，后在这一区域发现了铁矿资源，随即在此建立了第一个铁铺。法国大革命后，阿扬日成为摩泽尔省的一个市镇。工业革命期间，随着技术的发展，阿扬日的钢铁工业规模逐年扩大，阿扬日也逐渐发展成为重要的重工业城市。1871年至1919年以及第二次世界大战期间，阿扬日所处的阿尔萨斯-洛林地区分别被普鲁士和纳粹德国占领。二战后，受到能源危机以及国际竞争的影响，阿扬日钢铁工业逐年萎缩，工厂连年亏损直至倒闭，引发了严重的社会危机，直至21世纪初，该区域的失业率仍高于法国平均水平。
圣尼古拉昂福雷、马尔斯皮什和朗格沃三个市镇分别于1970年、1971年和1972年并入阿扬日。1987年，朗格沃脱离阿扬日，重新成为独立市镇。

## 地理

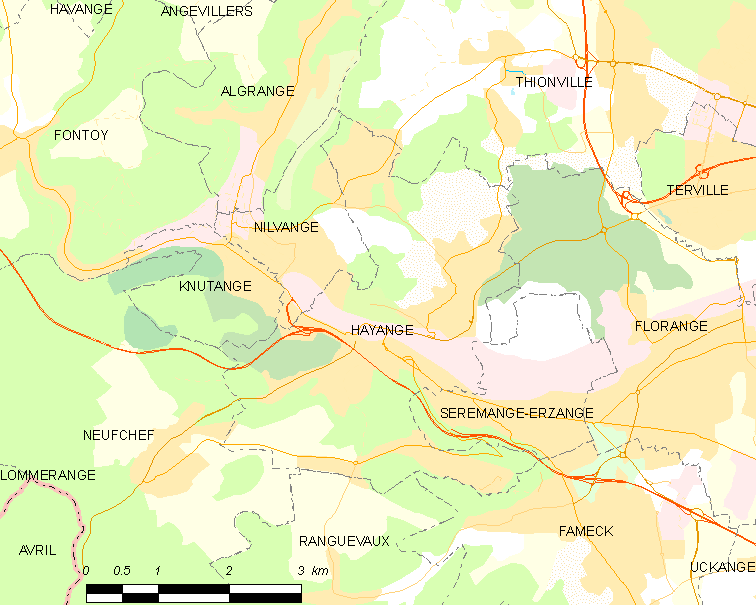
阿扬日市镇范围地图

阿扬日位于法国东北部，大东部大区北部偏东和摩泽尔省西北部，距离省会梅斯大约30公里。与阿扬日接壤的市镇包括：法梅克、弗洛朗日、克尼唐日、讷夫谢夫、尼尔旺日、朗格沃、瑟雷芒日-埃尔藏日、蒂永维尔。

### 地形
阿扬日位于洛林高原北部腹地，境内以丘陵为主，市镇中心位于一处较为开阔的山谷之中，南北两侧为山地，全境海拔在176到344米之间。

### 水文
芬施河自西向东流经境内，该河是摩泽尔河的左岸支流。

### 植被
阿扬日属于温带阔叶混交林区，林地广泛分布于市区南北两侧的山地地区。
在鲜花城市的评比中，阿扬日被评为1星级鲜花城市。

### 气候
阿扬日在柯本气候分类法中属于温带海洋性气候，但因该地距离大西洋海岸线较远且海拔相对较高，故又有一定的大陆性特征，表现为冬季气温常地区同纬度大陆西侧沿海地区，且年温差相对偏高。
距离阿扬日最近的气象站位于特雷桑日境内，以下为该气象站的数据（其中降水日数、降雪日数、相对湿度以及日照数据均取自卢森堡气象站）：
| 特雷桑日1981年－2019年   | 特雷桑日1981年－2019年 | 特雷桑日1981年－2019年 | 特雷桑日1981年－2019年 | 特雷桑日1981年－2019年 | 特雷桑日1981年－2019年 | 特雷桑日1981年－2019年 | 特雷桑日1981年－2019年 | 特雷桑日1981年－2019年 | 特雷桑日1981年－2019年 | 特雷桑日1981年－2019年 | 特雷桑日1981年－2019年 | 特雷桑日1981年－2019年 | 特雷桑日1981年－2019年 |
| 月份                     | 1月                    | 2月                    | 3月                    | 4月                    | 5月                    | 6月                    | 7月                    | 8月                    | 9月                    | 10月                   | 11月                   | 12月                   | 全年                   |
| ------------------------ | ---------------------- | ---------------------- | ---------------------- | ---------------------- | ---------------------- | ---------------------- | ---------------------- | ---------------------- | ---------------------- | ---------------------- | ---------------------- | ---------------------- | ---------------------- |
| 历史最高温 °C（°F）      | 14.5 (58.1)            | 18 (64)                | 24 (75)                | 27 (81)                | 30.5 (86.9)            | 34 (93)                | 36 (97)                | 38 (100)               | 31 (88)                | 25.5 (77.9)            | 18 (64)                | 15 (59)                | 38 (100)               |
| 平均高温 °C（°F）        | 3.9 (39.0)             | 5.4 (41.7)             | 9.7 (49.5)             | 13.8 (56.8)            | 18.5 (65.3)            | 21.4 (70.5)            | 23.8 (74.8)            | 23.5 (74.3)            | 19.1 (66.4)            | 13.9 (57.0)            | 7.8 (46.0)             | 4.7 (40.5)             | 13.8 (56.8)            |
| 日均气温 °C（°F）        | 1.1 (34.0)             | 1.7 (35.1)             | 5.3 (41.5)             | 8.4 (47.1)             | 12.7 (54.9)            | 15.4 (59.7)            | 17.6 (63.7)            | 17.5 (63.5)            | 13.9 (57.0)            | 9.9 (49.8)             | 4.8 (40.6)             | 2.1 (35.8)             | 9.2 (48.6)             |
| 平均低温 °C（°F）        | −1.7 (28.9)            | −1.9 (28.6)            | 0.9 (33.6)             | 3 (37)                 | 7 (45)                 | 9.5 (49.1)             | 11.5 (52.7)            | 11.4 (52.5)            | 8.7 (47.7)             | 5.8 (42.4)             | 1.7 (35.1)             | −0.4 (31.3)            | 4.6 (40.3)             |
| 历史最低温 °C（°F）      | −21.5 (−6.7)           | −17.5 (0.5)            | −17.5 (0.5)            | −7 (19)                | −2 (28)                | −2 (28)                | 2 (36)                 | 1 (34)                 | −1 (30)                | −5 (23)                | −15 (5)                | −19 (−2)               | −21.5 (−6.7)           |
| 平均降水量 mm（）        | 117.3 (4.62)           | 87.3 (3.44)            | 93.3 (3.67)            | 66.6 (2.62)            | 73.5 (2.89)            | 68.1 (2.68)            | 77.1 (3.04)            | 69 (2.7)               | 76.3 (3.00)            | 103.3 (4.07)           | 91.7 (3.61)            | 121.9 (4.80)           | 1,045.4 (41.16)        |
| 平均降水天数（≥ 0.1 mm） | 17.0                   | 14.3                   | 16.1                   | 13.7                   | 14.4                   | 13.9                   | 13.0                   | 13.1                   | 13.0                   | 15.4                   | 17.2                   | 16.9                   | 178                    |
| 平均降雪天数（≥ 0.1 mm） | 8.6                    | 8.0                    | 4.7                    | 2.1                    | 0.0                    | 0.0                    | 0.0                    | 0.0                    | 0.0                    | 0.0                    | 2.8                    | 7.3                    | 33.5                   |
| 平均相對濕度（％）       | 87.2                   | 81.2                   | 75.4                   | 68.4                   | 68.7                   | 68.9                   | 67.4                   | 69.0                   | 76.4                   | 83.4                   | 87.9                   | 88.2                   | 76.9                   |
| 月均日照時數             | 50.3                   | 83.6                   | 125.1                  | 181.6                  | 213.4                  | 227.1                  | 250.3                  | 230.7                  | 161.9                  | 105.8                  | 54.1                   | 41.0                   | 1,724.9                |
| 来源：infoclimat.fr      |                        |                        |                        |                        |                        |                        |                        |                        |                        |                        |                        |                        |                        |

## 行政区划
阿扬日是法国大东部大区摩泽尔省的一个市镇，编号为57306。阿扬日隶属于蒂永维尔区和摩泽尔省第八选区，管理阿扬日县，同时也是芬施河谷城市圈公共社区的办公驻地。
法国国家统计与经济研究所（简称）在进行数据统计时，将及相邻的另外11个市镇设为蒂永维尔城市核心区，并将包括核心区在内的周边共15个市镇划为蒂永维尔城市区。自2020年起，蒂永维尔城市区被包含115个市镇的卢森堡法国城市辐射区（Aire d'attraction de Luxembourg (partie française)）代替。此外，还将阿扬日市镇分为了8个“块区”（IRIS），以便于统计人口分布情况。

## 交通

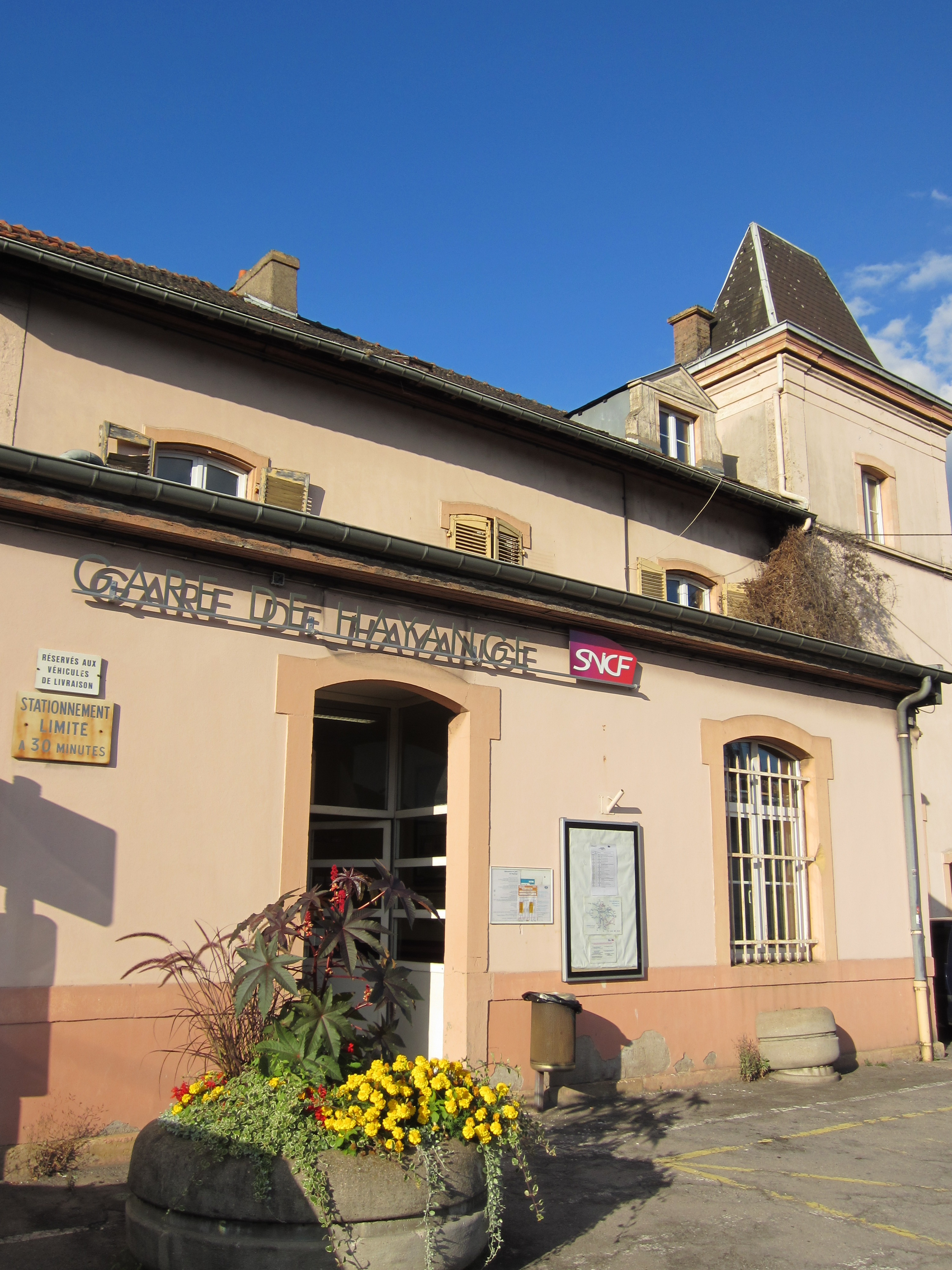
阿扬日火车站

### 公路
A30高速公路和多条摩泽尔省省道在阿扬日境内交汇，大东部大区下属的城际客运提供巴士线路，可前往梅斯、隆维、欧丹勒罗曼等地。
2017年，73.7%的阿扬日家庭拥有至少一辆私人汽车。2019年，阿扬日境内共发生各类交通事故9起，造成11人受伤。

### 铁路
阿扬日位于莫翁－蒂永维尔铁路上。阿扬日站位于市区东北部，每天停靠一至三班往返于隆吉永和蒂永维尔之间的区域列车，节假日部分班次可延伸至沙勒维尔-梅济耶尔。

### 航空
距离阿扬日最近的民用航空站为卢森堡国际机场，距离阿扬日市中心的公路里程约44公里。

### 城市公共交通
阿扬日是蒂永维尔城市公共交通（商业名称为）的服务范围，后者是蒂永维尔附近区域的城市公共交通系统。截至2021年6月，该系统共包括数十条公交线路，其中干线公交S04线、S05线、S20线、S21线、S22线、S23线及普通公交32路、34鲁、36路、40路、41路、42路、43路、44路、45路、46路、48路、52路经过阿扬日市镇范围内。

## 政治
阿扬日的现任市长为法比安·恩格尔曼先生，他是国民联盟的一名成员，在2020年的市政选举中获得了63.14%的支持率。阿扬日也是摩泽尔省及大东部大区唯一一个由国民联盟执政的城市。
在2017年的法国总统大选中，法国第25任总统埃马纽埃尔·马克龙在阿扬日获得了52.46%的支持率。
| 阿扬日历届市长 |                                       |                      |
| 任期           | 市长                                  | 党派                 |
| 1945年－1946年 | Joseph Bour 约瑟夫·布尔               | SFIO工人国际法国支部 |
| 1946年－1965年 | Jean Engler 让·恩格勒                 | UNR新共和国联盟      |
| 1965年－1971年 | Charles Schneider 夏尔·施耐德         | 無黨籍               |
| 1971年－1977年 | Alphonse Bourgasser 阿尔方斯·布尔加瑟 | DVD右翼无党派人士    |
| 1977年－1987年 | Yves Jambel 伊夫·让贝尔               | PS社会党             |
| 1987年－1995年 | Alphonse Bourgasser 阿尔方斯·布尔加瑟 | UDF法国民主联盟      |
| 1995年－1997年 | Jean-Pierre Masseret 让-皮埃尔·马瑟雷 | PS社会党             |
| 1997年－2014年 | Philippe David 菲利普·达维德          | PS社会党             |
| 2014年－       | Fabien Engelmann 法比安·恩格尔曼      | RN国民联盟           |

## 人口
2018年，阿扬日市镇人口数量为15,888，在法国排名第601位。其中男性7,819人，女性7,992人，75岁及以上人口占9.2%，外籍人口数量为3,231人，人口密度为1,301人/平方公里，当地居民被称为（男性）或（女性）。2019年，阿扬日境内出生167人，死亡人口190人。
| 年份   | 1936   | 1946   | 1954   | 1962   | 1968   | 1975   | 1982   | 1990   | 1999   | 2006   | 2011   | 2016   | 2018   |
| ------ | ------ | ------ | ------ | ------ | ------ | ------ | ------ | ------ | ------ | ------ | ------ | ------ | ------ |
| 人口數 | 10,736 | 10,358 | 11,060 | 11,009 | 10,305 | 19,638 | 17,087 | 15,638 | 15,227 | 14,889 | 15,730 | 15,776 | 15,888 |

## 经济

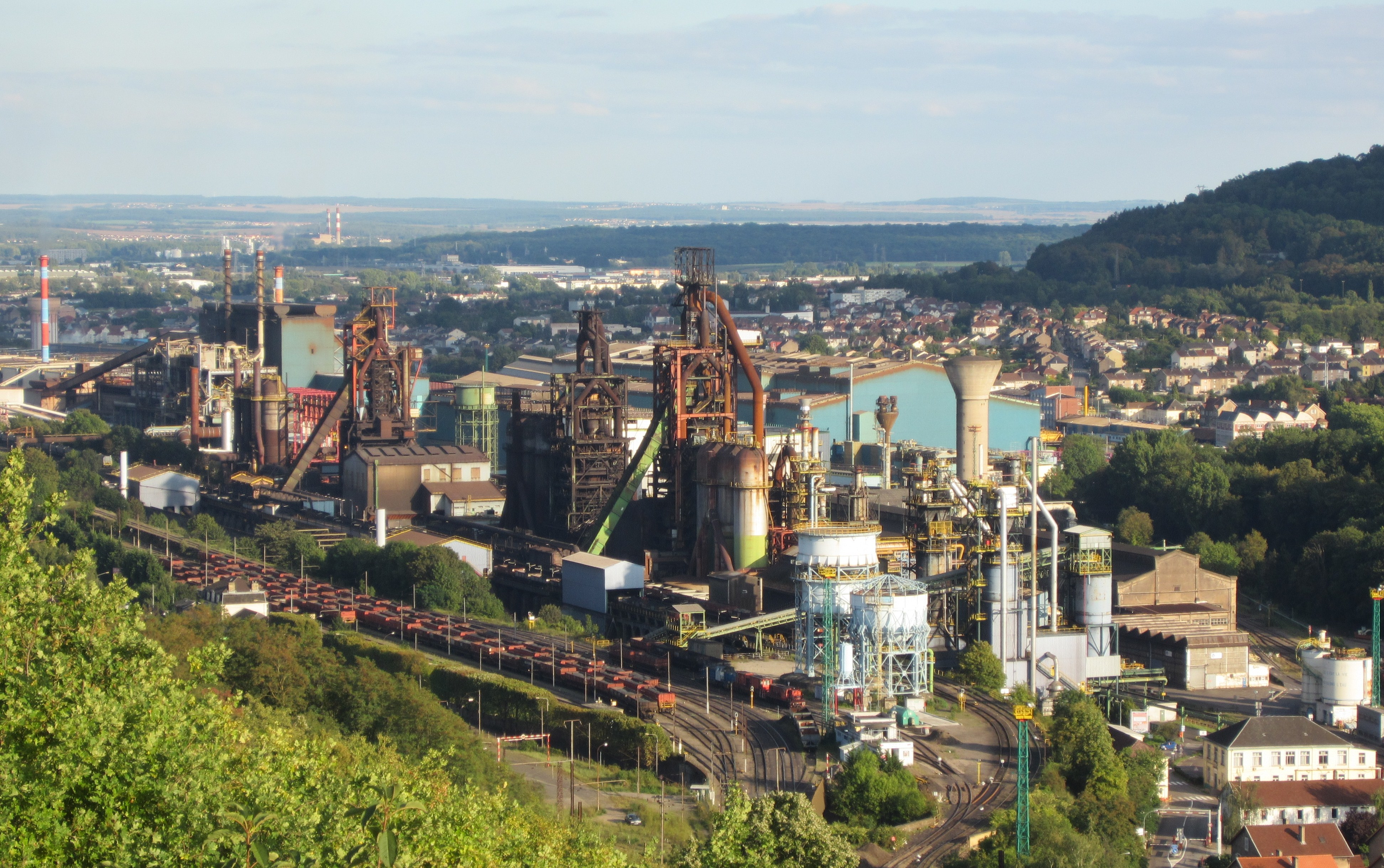
远眺阿扬日铁厂

截至2021年6月，阿扬日共有各类用人单位1,414家，平均历史为16年，其中99.61%为中小型企业（PME）。（钢铁）、（房屋施工）及（城市物流）是当地2019年营业额最高的三个企业，分别为274,644,560欧元、1,066,228欧元和589,932欧元。

## 财政收入
2019年，阿扬日的财政收入总额为15,131,100欧元，财政支出总额为14,280,800欧元，当年的债务总额为10,552,000欧元。2020年，阿扬日共获得1,074,216欧元的国家财政补助，比上一年减少了0.03%。
2017年，阿扬日的人均月收入总额为1,920欧元，其中高级职员为3,342欧元，低于法国平均水平（4,214欧元）；中级职员为2,281欧元，低于法国平均水平（2,353欧元）；普通职员为1,531欧元，亦低于法国平均水平（1,690欧元）。
2017年，阿扬日境内的青壮年（15至64岁）失业率为16.1%，当地35.1%的家庭拥有纳税资格，平均纳税1,495欧元，低于法国平均水平（3,888欧元）。

## 社会事务

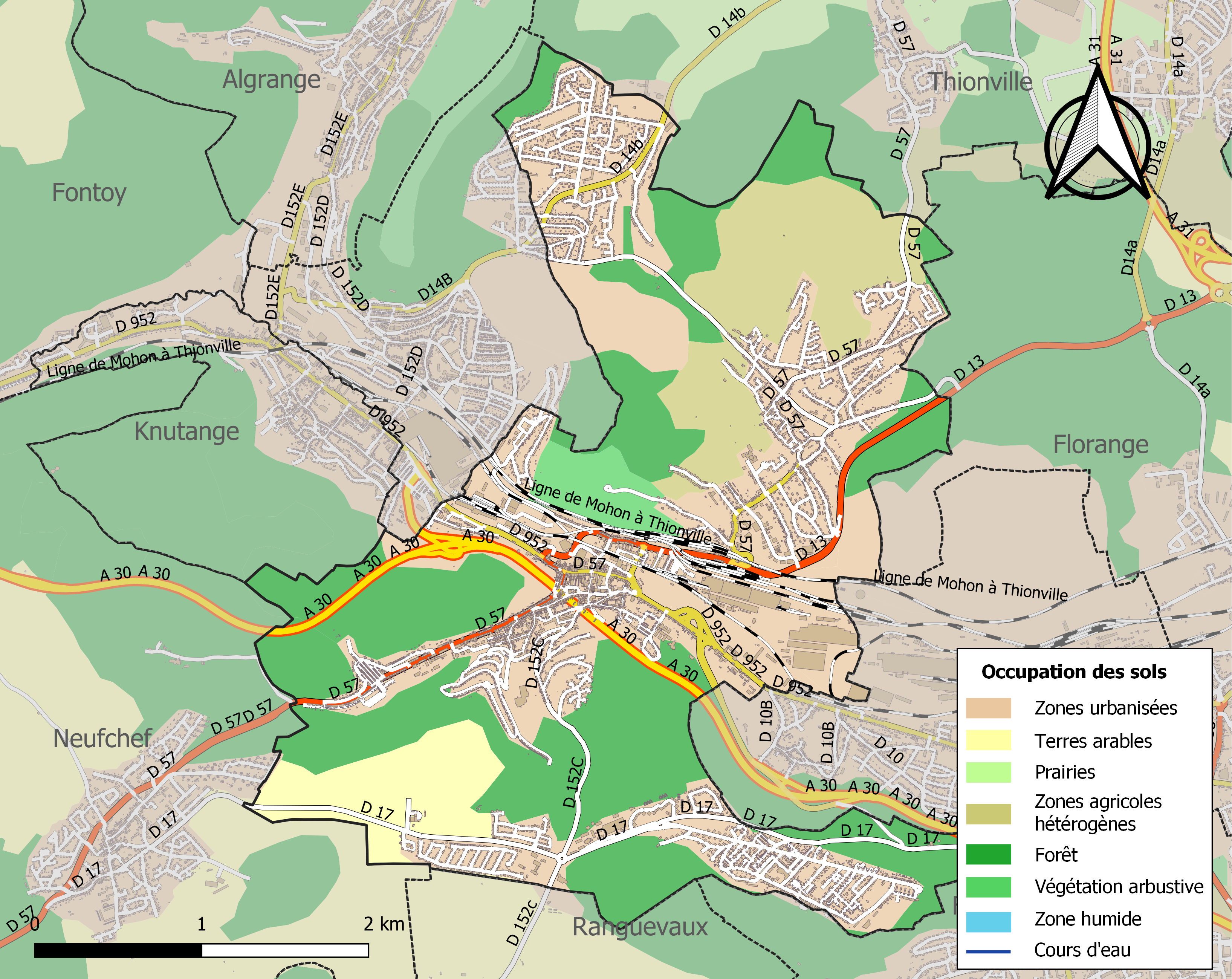
阿扬日土地利用情况地图

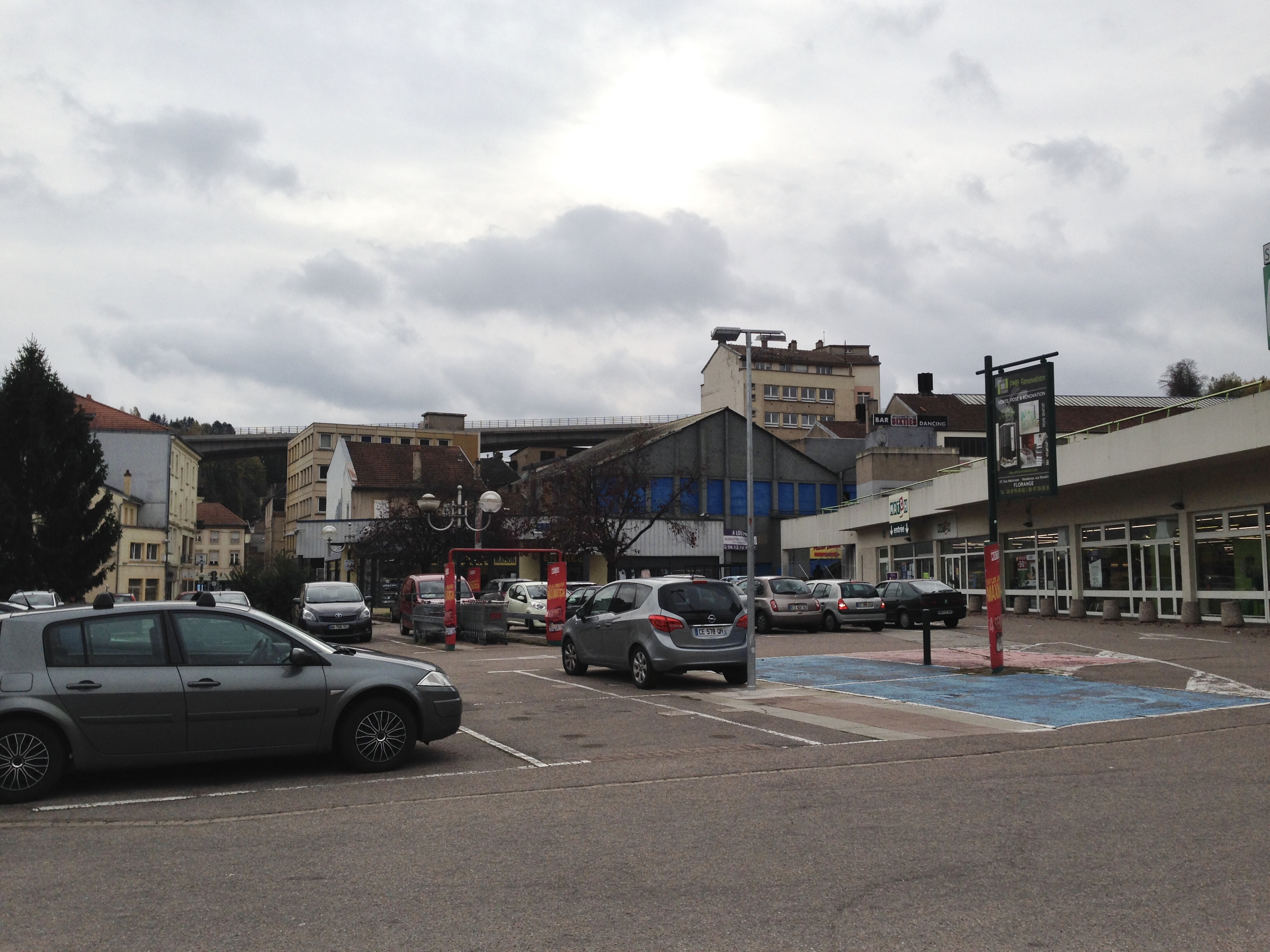
阿扬日市中心

### 教育
阿扬日属于南锡-梅斯学区。截止2019年1月1日，阿扬日境内共有7所幼儿园、4所小学、2所初级中学和1所职业高中。2018至2019学年度，阿扬日境内共有在校中等教育阶段学生1,174名。

### 医疗
截止2019年1月1日，阿扬日境内共有全科医生15名、保健师12名、牙医7名、护士26名、耳科医生1名、眼科医生1名、助产士3名、儿科医生1名和妇科医生2名。境内共有药房5家、养老院2家。
阿扬日是“梅斯-蒂永维尔大区中心医院”的服务范围，后者是法国的一个大区级别公立医疗机构，其下属的“阿扬日医院”（Hôpital d'Hayange）位于阿扬日市区，设有床位132个，是当地规模最大的公立综合性医院。

### 住房
2017年，阿扬日境内共有各类住房7,672套，其中53.9%为独立式居民区，45.8%为集中式居民区。常住房屋占阿扬日市镇范围内居民建筑总量的90.2%。
在住房保障政策方面，2017年，阿扬日境内共有1,578户家庭获得了住房经济补助，受益人数占总人口数量的10.0%，其中1,487份为房租补助。

### 商业
2019年，阿扬日境内共有各类实体商铺301家，其中餐厅36家、大型超市5家、杂货店2家、面包房13家、肉铺3家、书店1家、银行门店9家、美容美发店29家、汽车维修店18家。市中心建有一家Intermarché大型购物中心。

### 体育
2019年，阿扬日境内共有1家游泳池、6间体育馆、2座综合体育场、3处网球场、4处足球或橄榄球场以及2处篮球或排球场。
截至2021年6月，阿扬日境内共有两支注册足球俱乐部，其中阿扬日足球俱乐部（F.C. Hayange）是当地的代表性足球队，2021至2022赛季参加大东部大区足球联赛。

### 环境
阿扬日的环境事务由其所属的公共社区负责。2019年，阿扬日境内共有3家污染企业。

### 治安
2019年，阿扬日市镇范围内有1处派出所。
2014年，阿扬日及附近地区共发生各类案件6,263起，其中盗窃类案件3,678起，经济类案件768起，毒品交易类案件471起。

## 文化
2019年，阿扬日境内暂无任何文化设施。阿扬日市政府提供多媒体中心，向公众全年开放。

### 建筑
阿扬日境内有多处历史建筑，其中文德尔城堡和圣马丁教堂是法国国家文物保护单位。

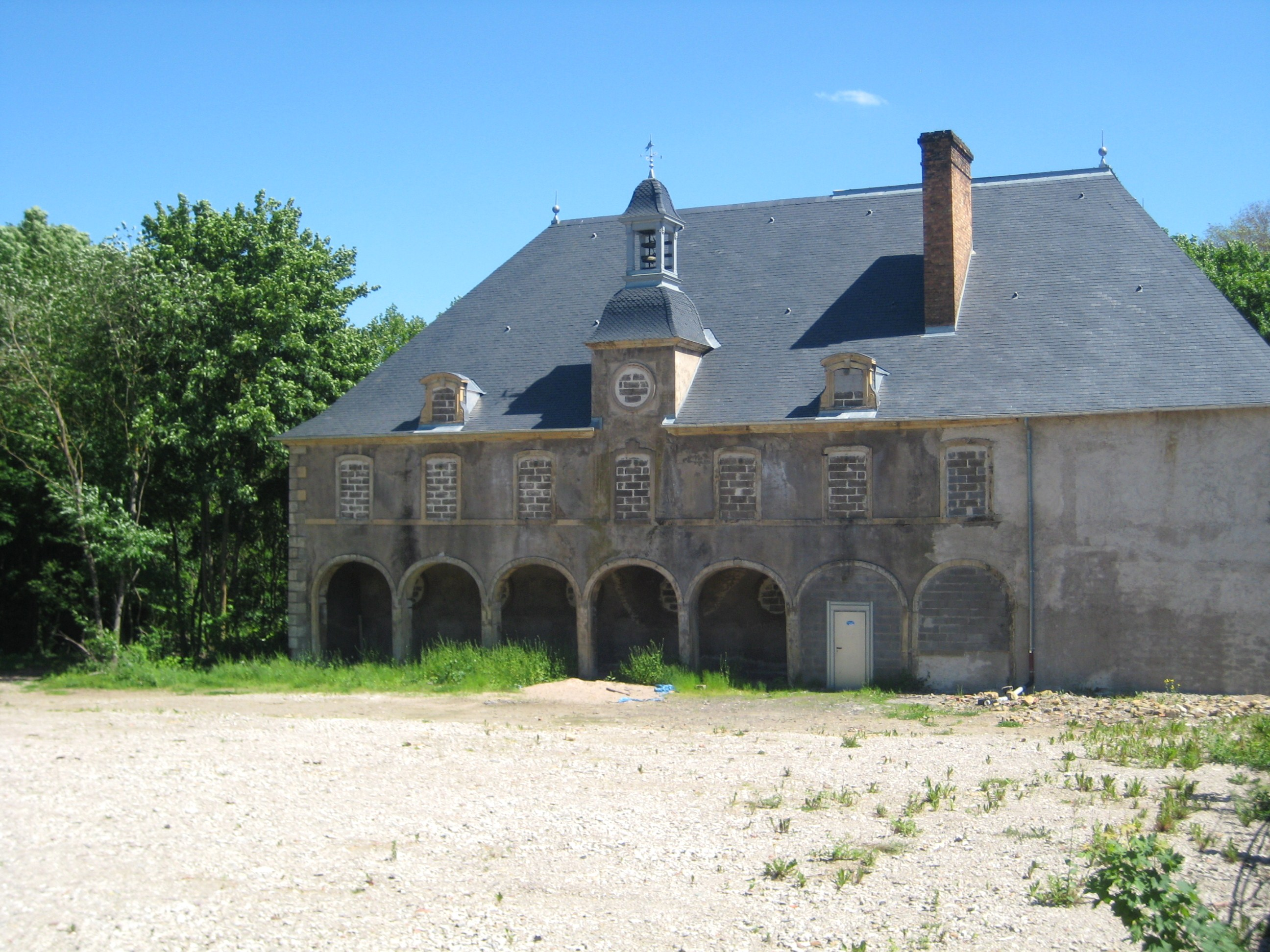
文德尔城堡
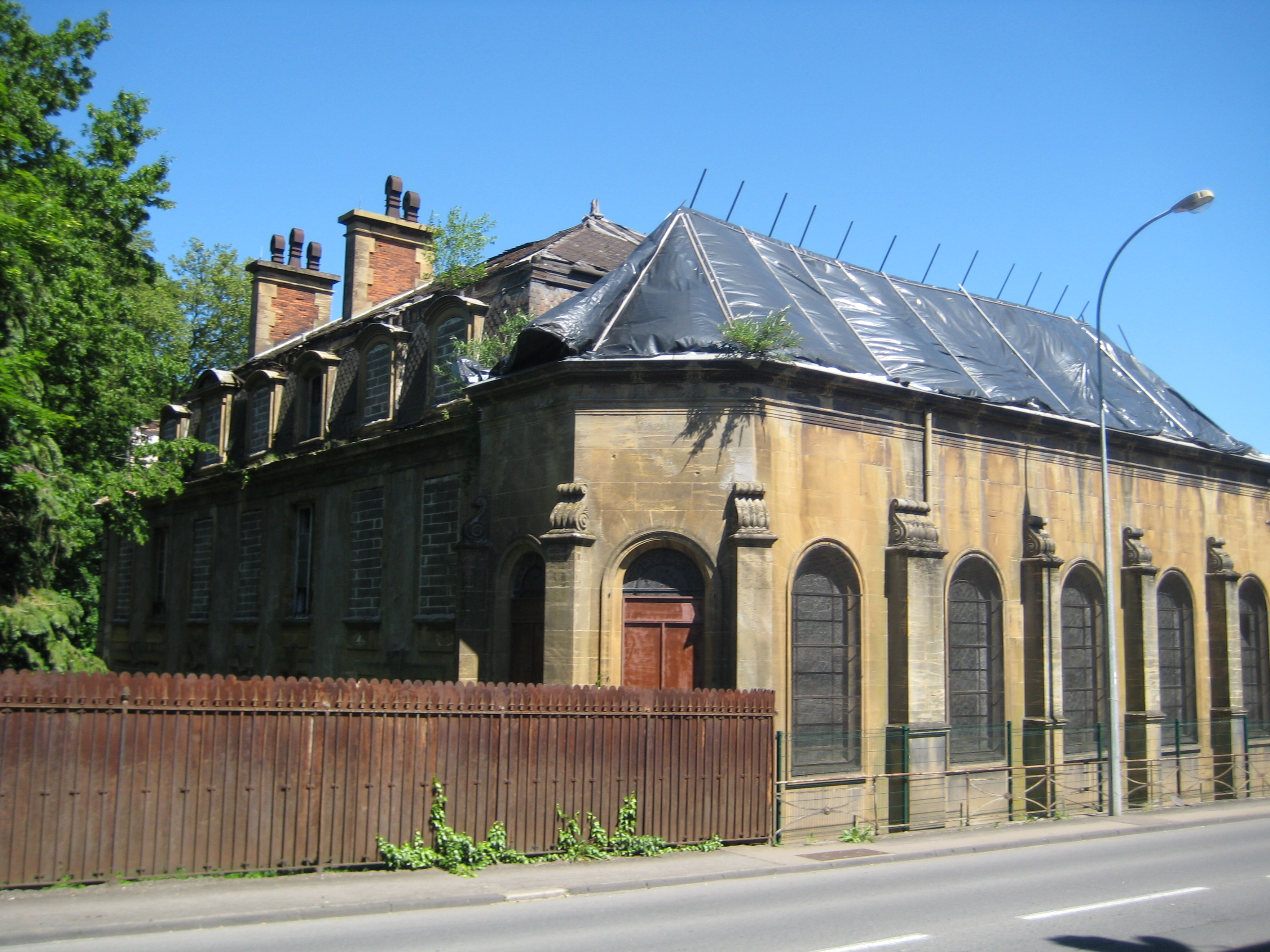
文德尔小教堂
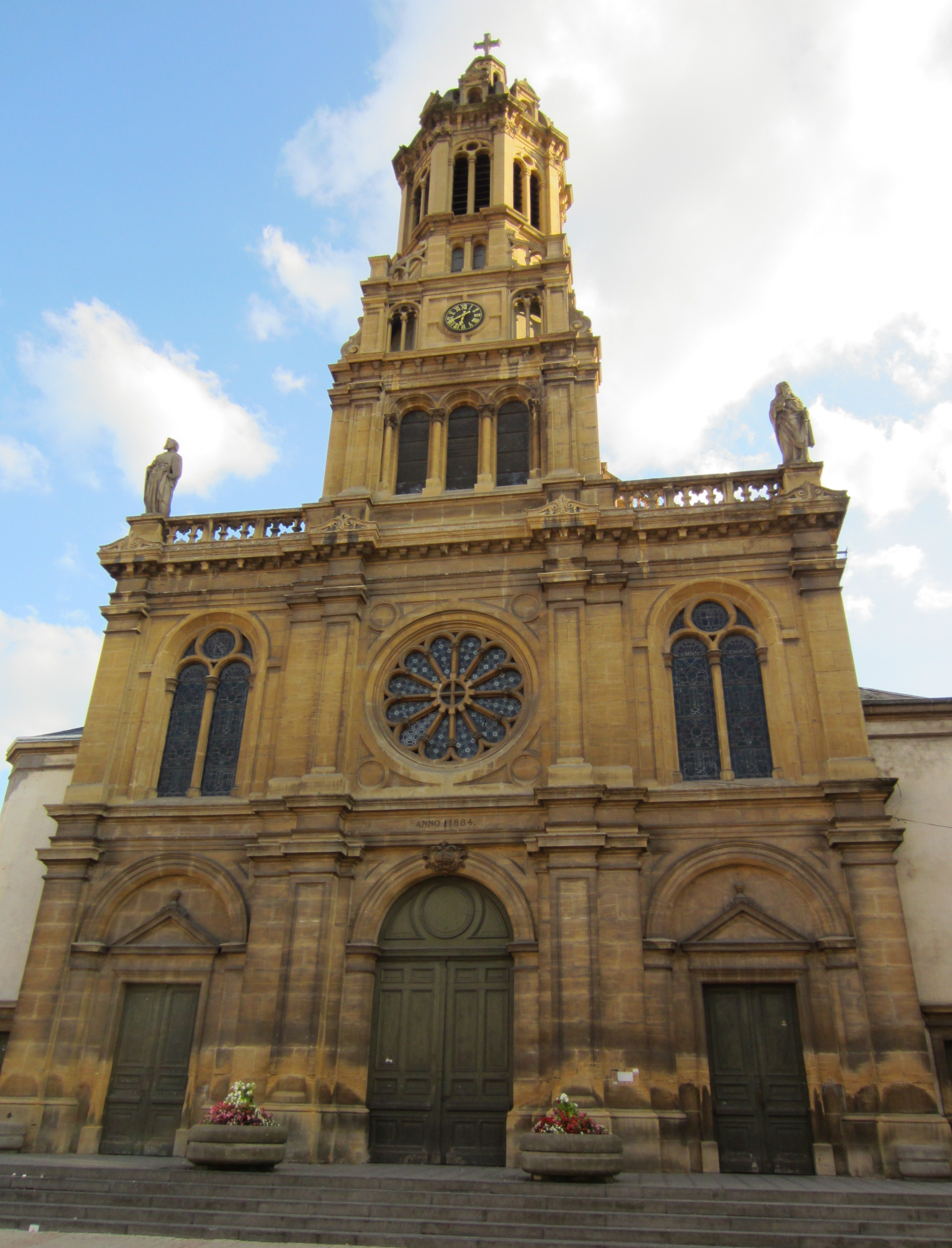
圣马丁教堂（法语：Église Saint-Martin d'Hayange）
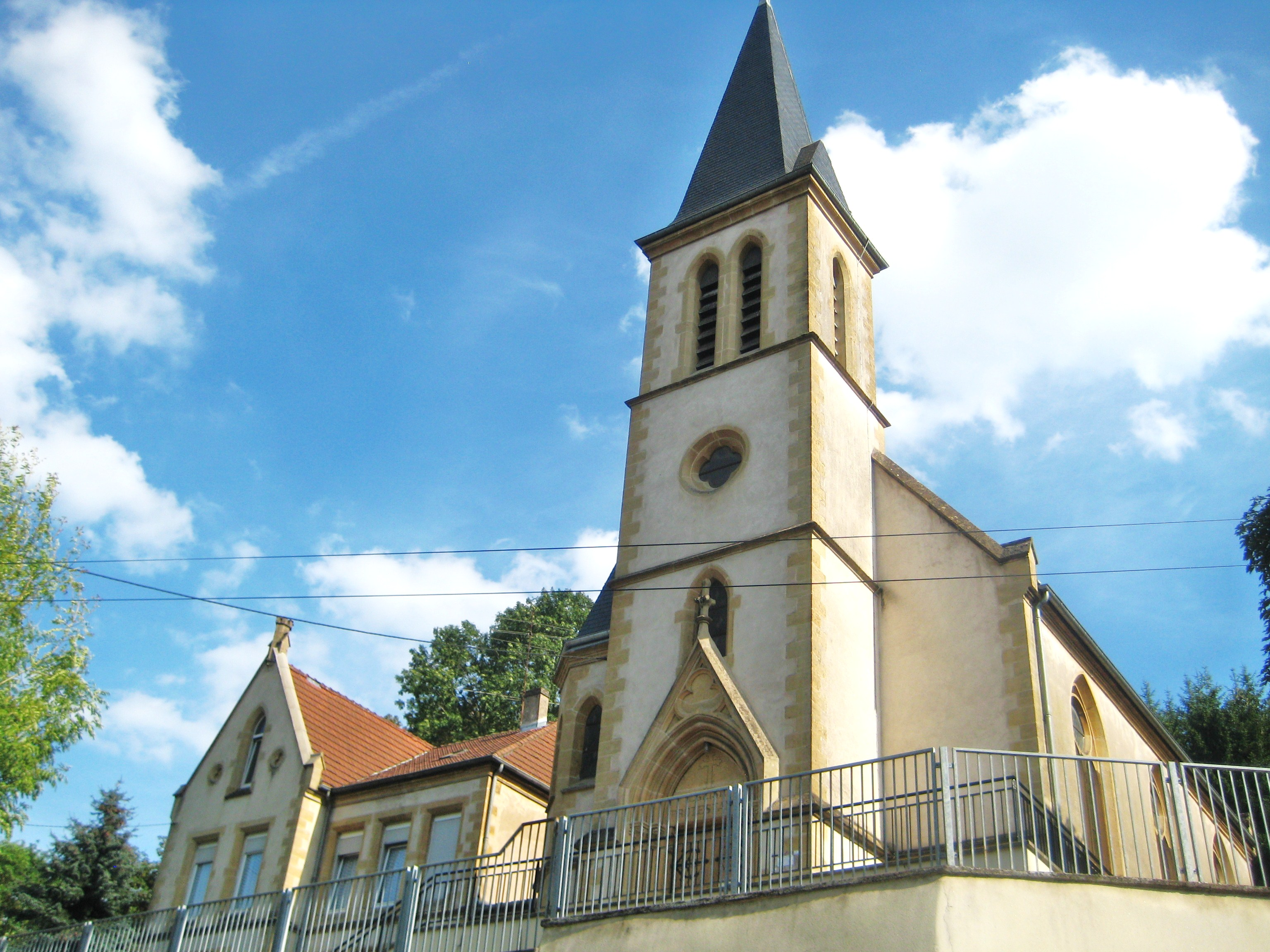
新教教堂
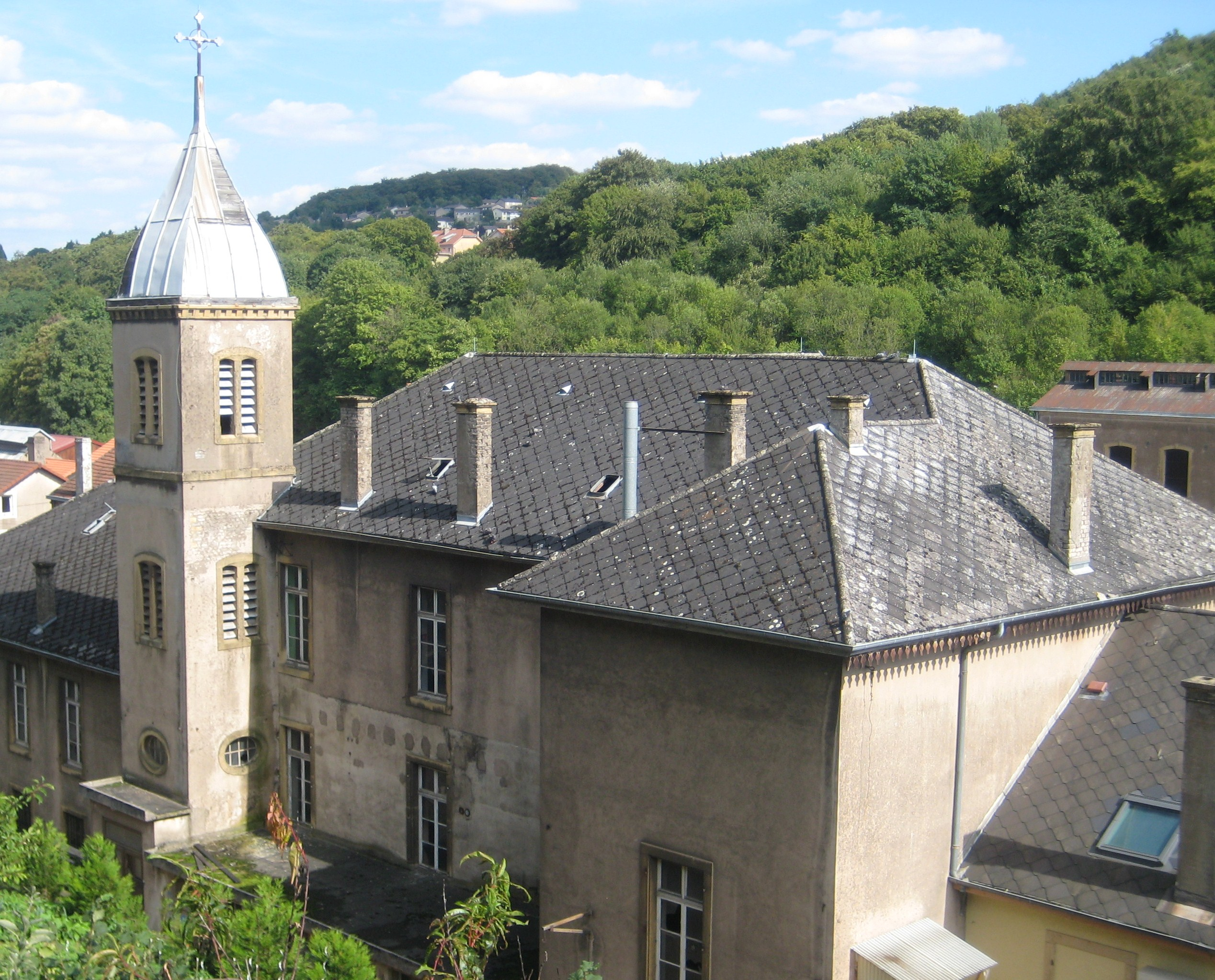
波兰小城堡
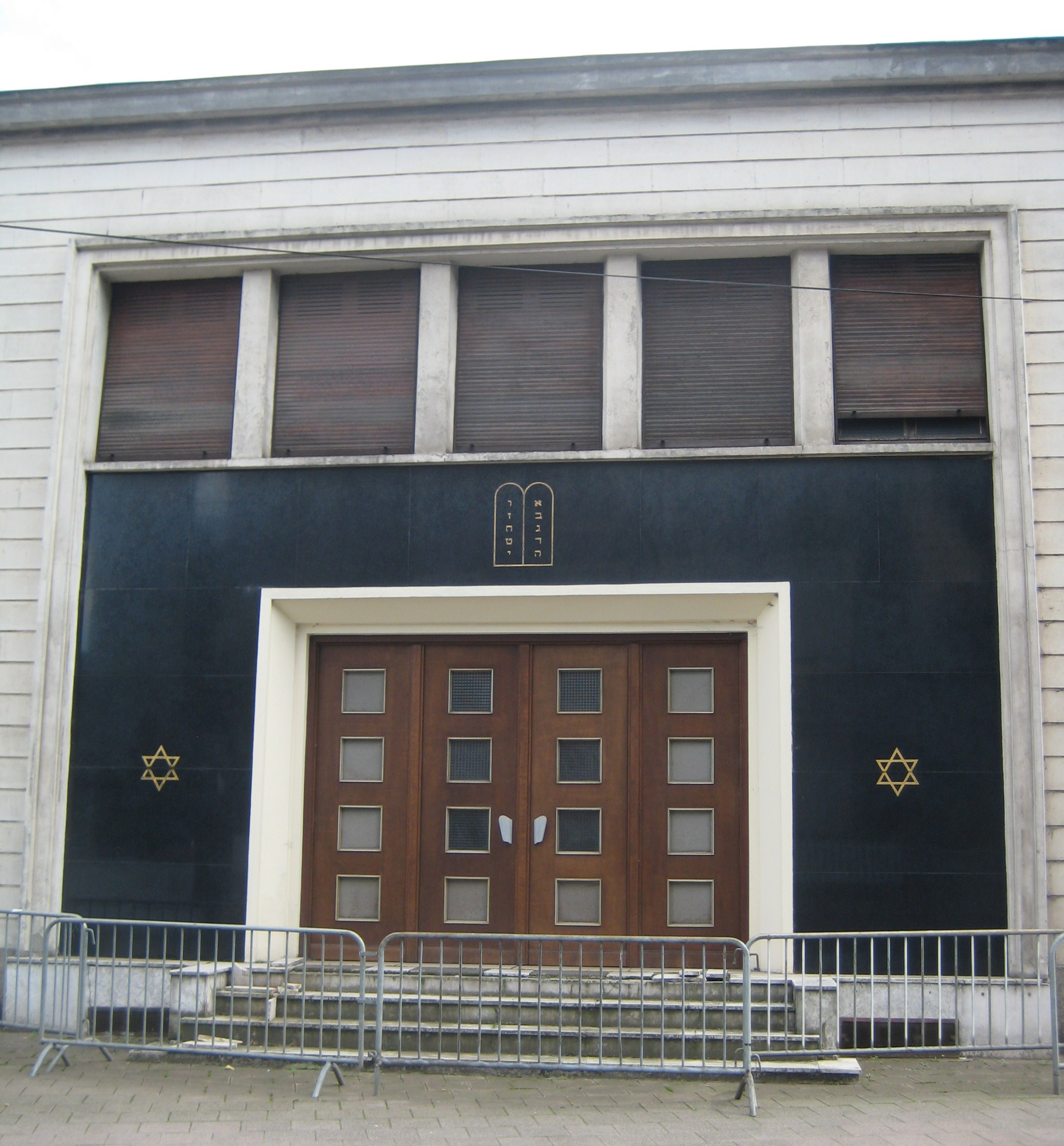
犹太教堂
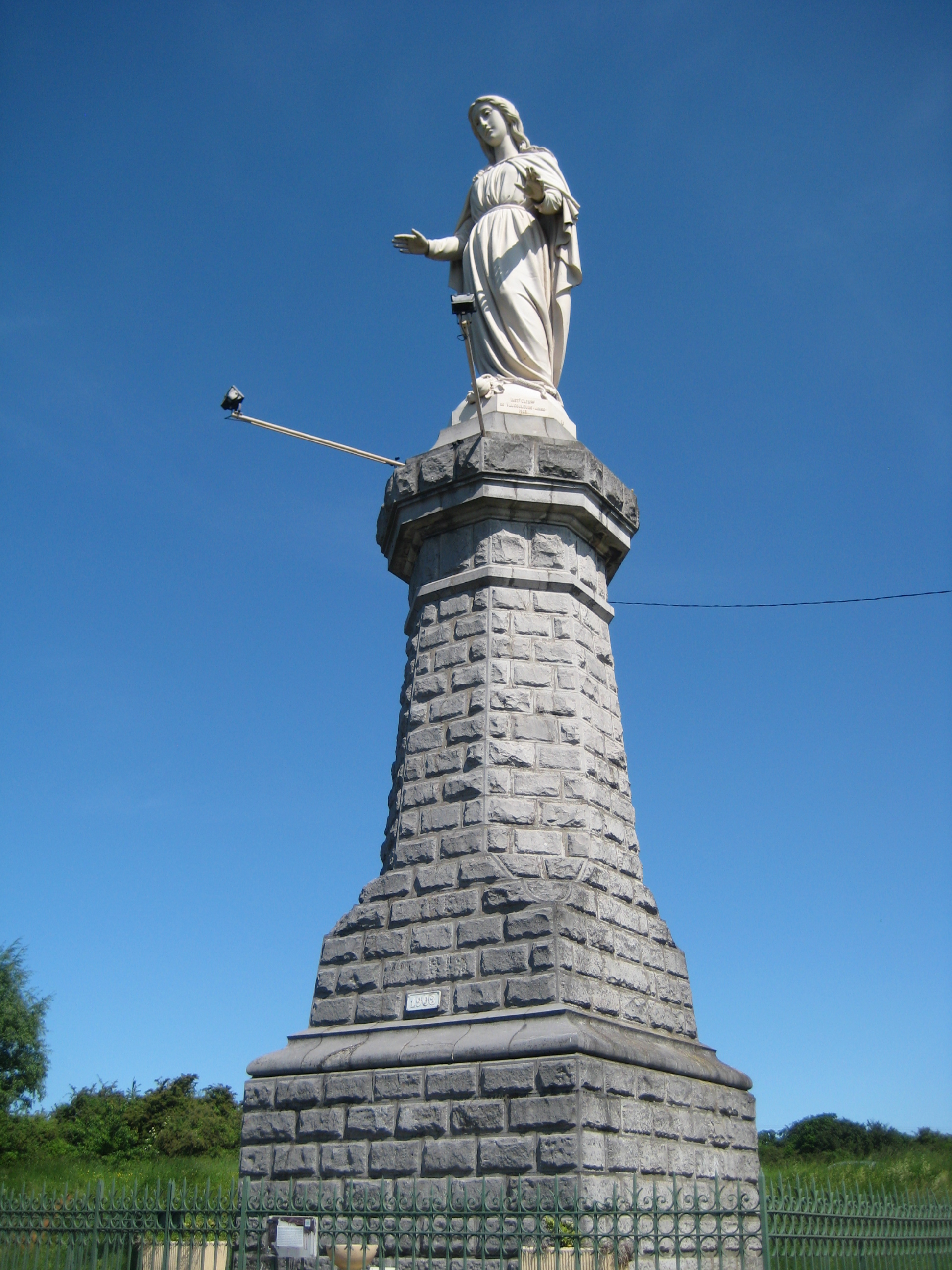
圣女雕塑

### 旅游
阿扬日的旅游事务由其所属的公共社区负责。2020年，阿扬日境内共有1家酒店共计15间房间。

### 媒体
法国主要的媒体均可在阿扬日接收，法国电视三台下属的大东部大区频道在部分时段播出阿扬日所属区域的地方新闻。

## 相关人物
法国自然学家亚历山大·戈德龙、足球运动员西尔万·卡斯滕多奇和田径运动员康坦·比戈出生于阿扬日。

## 友好城市
截至2021年6月，阿扬日共与一座城市互为友好城市关系：
- 義大利 巴尔加

在1962至2014年间，阿扬日曾与卢森堡城市迪基希建立友好城市关系，后因阿扬日的极右翼市长的上台而被迫中止。